# NieA 7
NieA_7 (ニアアンダーセブン, Nia Andā Sebun), també conegut com a NieA under 7, és una sèrie manga auto publicada (doujinshi) creada pel dissenyador gràfic Yoshitoshi ABe i publicada entre octubre de 1999 i gener de 2001 per Kadokawa Shoten a la seva revista Shōnen mensual Monthly Ace Next. El manga tracta sobre la Mayuko, una estudiant pobre i introvertida que viu a sobre d'uns banys típics japonesos, i la NieA, una extraterrestre independent i despreocupada que viu al seu armari i que es marginada per la seva espècie.
El manga es va adaptar a un anime de 13 episodis sèrie per Triangle Staff i es va emetre al Japó per la cadena WOWOW del 16 d'abril al 19 de juliol de 2000. A Catalunya es va emetre pel 3xl entre el 22 de desembre de 2003 i el 7 de gener de 2004. Molt del personal de l'anime també va treballar a Serial Experiments Lain ja que el productor Yasuyuki Ueda va suggerir que l'equip treballés en un anime més lleuger com a alleujament de la fosca i psicològica Lain. El personatge de Chiaki, un fanàtic dels Ovnis, prové del guionista de Lain Chiaki J. Konaka.

## Argument
Ambientada en un espai retro-futurista, la sèrie es basa en la vida de la Mayuko, una estudiant que es prepara els exàmens per accedir a la universitat en una acadèmia i que, atès que no troba un altre lloc, se'n va a viure a uns banys típics japonesos a Enohana, els quals es troben en situació de crisi financera en no tenir clients. És una noia que viu lluny de la seva família i sempre està melancòlica. A més, ha de compartir pis amb una extraterrestre anomenada NieA, la qual no té antena i per això és considerada de l'estatus inferior "Sota 7".
La sèrie se situa 20 anys després de l'impacte d'un OVNI al Japó. Els éssers d'aparença quasi humana (només és distingeixen per les seves orelles punti-agudes i la seva antena al cap) s'han mesclat entre la població, han ocupat diversos llocs de treball, s'han adaptat a cultures diferents i contribueixen al ben fer de la societat. D'aquesta contribució depèn el seu estatus social, el qual varia entre "Sota 7" i "Sobre 5".
La ciutat d'Enohana es troba ben prop de la zona de l'impacte i es pot percebre la silueta de la nau nodrissa. Al cràter profund ha tornat a créixer natura i extraterrestres de castes inferiors hi comencen a habitar creant petites llars, alhora que també s'hi troba un bosc ben frondós amb arbres i plantes extraterrestre ben perilloses.
La sèrie parla lleugerament dels temes de discriminació, estereotips, alienació, diferencies entre la vida a ciutat o a poble i assimilació.